# Saison 2 de House of Cards
Chronologie
Saison 1 Saison 3
Cet article présente le guide de la deuxième saison de la série télévisée américaine House of Cards.

## Distribution

### Acteurs principaux
- Kevin Spacey (V. F. : Gabriel Le Doze ; V. Q. : Jacques Lavallée) : Frank Underwood
- Robin Wright (V. F. : Juliette Degenne ; V. Q. : Anne Dorval) : Claire Underwood
- Michael Kelly (V. F. : Fabien Jacquelin ; V. Q. : Pierre Auger) : Doug Stamper
- Kristen Connolly (V. F. : Céline Mauge) : Christina Gallagher

### Acteurs récurrents
- Kate Mara (V. F. : Olivia Luccioni ; V. Q. : Kim Jalabert) : Zoe Barnes (1 épisode)
- Gerald McRaney (V. F. : Patrick Messe) : Raymond Tusk (11 épisodes)
- Molly Parker (V. F. : Véronique Augereau) : Jacqueline Sharp (11 épisodes)
- Michel Gill (V. F. : Nicolas Marié ; V. Q. : Daniel Picard) : le président Garrett Walker (11 épisodes)
- Jayne Atkinson (V. F. : Josiane Pinson) : la sénatrice Catherine Durant (7 épisodes)
- Sakina Jaffrey (V. F. : Nathalie Karsenti ; V. Q. : Anne Bédard) : Linda Vasquez (7 épisodes)

## Résumé de la saison
Désormais vice-président des États-Unis Frank n'est plus qu'à quelques pas de le presidence qu'il convoite tant. De pars sa fonction, il possède encore plus de pouvoir et est encore plus redoutable. Mais une bonne nouvelle n'arrivant jamais seule, Zoe fouine là où elle ne devrait pas et s'interroge sur la mort de Russo et se demande si Underwood a  quelque chose à voir dans l'histoire donc Frank trouve une solution: il suicide Zoe sous un métro (à croire que sa devient une habitude). Autre problème, la Chine et Raymond Tusk (qui influence trop le président au goût de Frank) avec qui il mène une guerre froide. Il arrive à accuser Tusk de certains crimes important et s'en débarrasse. Il fait également pression sur le gouvernement et l'administration en place. Donc en fin de saison, le président Walker démissionne et Francis.J Underwood devient le 46ème président américain.

## Épisodes
1. Nouvelles Bases
2. Trafic d'influence
3. Vice et Procédure
4. Huis clos
5. Le Soldat Underwood
6. Coup pour coup
7. Financement occulte
8. Effet domino
9. Orgueil et Humiliation
10. Liaisons dangereuses
11. Relations tendues
12. Envers et contre tous
13. Nouveau Chapitre

### Épisode 1:Nouvelles Bases
- États-Unis /  Canada : 14 février 2014 sur Netflix
- Belgique : 20 février 2014 sur Be 1
- France : 13 mars 2014 sur Canal+

### Épisode 2:Trafic d'influence
- États-Unis /  Canada : 14 février 2014 sur Netflix
- Belgique : 20 février 2014 sur Be 1
- France : 13 mars 2014 sur Canal+

Frank est nommé vice-président des États-Unis. Son investiture a lieu dans sa maison, qui est en pleins travaux du fait qu'il a décidé de rester vivre chez lui.
Les tensions vont bon train quant à la nomination du nouveau « Whip » pour le congrès.
Frank continue sa manipulation afin de favoriser Jackie Sharp. Celle-ci se révèle tout aussi machiavélique pour obtenir ce poste.
Quant à Claire, elle a fermé sa fondation et se consacre à son rôle de femme du vice-président. Christina est nommée assistante du président. Lucas continue ses recherches sur l'assassinat de Zoe impliquant Frank. 
Le nouvel objectif de Frank est de détruire le lien politique entre Raymond Tusk et le président en créant un conflit avec la Chine et un certain « Feng » mêlé aux affaires de Tusk.

### Épisode 3:Vice et Procédure
- États-Unis /  Canada : 14 février 2014 sur Netflix
- Belgique : 27 février 2014 sur Be 1
- France : 13 mars 2014 sur Canal+

Rachel a un nouveau travail et est toujours sous l'emprise de Doug. Elle se lie d'amitié avec une jeune femme dans une association d'entraide.
Jackie est devenue « Whip » au Congrès pour y remplacer Frank.
Lucas continue à faire des recherches au sujet du nouveau vice-président et reçoit un rendez-vous anonyme d'une personne voulant l'aider dans ses recherches. Il s'avère que cette personne est un hacker connu du FBI.
Frank fait passer de force un amendement sur la loi sur l'âge de la retraite au congrès. 

### Épisode 4:Huis clos
- États-Unis /  Canada : 14 février 2014 sur Netflix
- Belgique : 27 février 2014 sur Be 1
- France : 20 mars 2014 sur Canal+

La loi sur la retraite doit être votée à la Chambre. Les négociations s’accélèrent pour que démocrates et républicains votent la loi.
Une enveloppe contenant de la poudre blanche arrive au Capitole pendant que Frank et un représentant s'y trouvent ; l'alerte à l'anthrax se déclenche, retardant le vote et obligeant Claire Underwood à faire seule son premier entretien télévisé en tant que femme du vice-président.
Lucas collabore avec le pirate informatique afin de lancer une cyberattaque.

### Épisode 5:Le Soldat Underwood
- États-Unis /  Canada : 14 février 2014 sur Netflix
- Belgique : 6 mars 2014 sur Be 1
- France : 20 mars 2014 sur Canal+

### Épisode 6:Coup pour coup
- États-Unis /  Canada : 14 février 2014 sur Netflix
- Belgique : 6 mars 2014 sur Be 1
- France : 27 mars 2014 sur Canal+

Rachel essaie de reconstruire sa vie loin des sollicitations de Doug Stamper mais ce dernier demeure attiré vers elle.
Le président défend une ligne dure face à la Chine et a rompu toute discussion. Frank Underwood met la pression sur Raymond Tusk pour qu'il abandonne son alliance avec Feng. Tusk profite de sa position dominante sur les marchés de l'énergie aux États-Unis, notamment en détériorant le service de fourniture d'électricité, pour contraindre le gouvernement à négocier avec lui et lui octroyer le bénéfice des nouvelles commandes publiques. Underwood, en le menaçant de mettre sous tutelle gouvernementale ses entreprises, le contraint à renoncer à entretenir la crise énergétique provoquée avec la Chine.
Lucas Goodwin, désormais incarcéré, demande l'aide à Tom Hammerschmidt qui, initialement prêt à publier un article mettant en cause explicitement le vice-président et l'accusant du meurtre de Zoe Barnes, se ravise après un entretien tendu avec ce dernier. Le FBI intimide Janine Skorsky. Hammerschmidt et Skorsky se désolidarisent de Goodwin et le convainquent d'accepter l'arrangement judiciaire.
Claire Underwood sous-entend auprès de la première dame que le président et son assistante Christina Gallagher entretiennent une relation.

### Épisode 7:Financement occulte
- États-Unis /  Canada : 14 février 2014 sur Netflix
- Belgique : 13 mars 2014 sur Be 1
- France : 27 mars 2014 sur Canal+

Le camp démocrate au pouvoir essuie une violente campagne de dénigrement émanant du parti républicain et financée par Tusk et un riche propriétaire de casinos, Daniel Lanigan. Doug Stamper est mandaté par le vice-président auprès de Xander Feng, qu'Underwood croit impliqué dans cette affaire. Feng, à l'origine des fonds, réclame à la Maison-Blanche l'octroi d'un important contrat public en contrepartie de l'arrêt de ce financement. Lanigan conserve son allégeance envers Tusk.

### Épisode 8:Effet domino
- États-Unis /  Canada : 14 février 2014 sur Netflix
- Belgique : 13 mars 2014 sur Be 1
- France : 3 avril 2014 sur Canal+

Frank convainc le président d'accepter le projet de construction d'un nouveau pont, contre l'avis de sa chef de cabinet, Linda Vasquez, qui démissionne.
Doug arrange les négociations avec Feng, isolant ainsi Lanigan et Tusk. Comprenant que leur projet de construction d'une raffinerie devient caduc, ils dévoilent en rétorsion par voie de presse la relation cachée de Claire et son ancien amant, Adam Galloway, à partir d'informations glanées en secret par Remy Danton.

### Épisode 9:Orgueil et Humiliation
- États-Unis /  Canada : 14 février 2014 sur Netflix
- Belgique : 20 mars 2014 sur Be 1
- France : 3 avril 2014 sur Canal+

Claire et Frank doivent reprendre les choses en main. En effet, la publication de la photo prise par Adam Galloway est en une de tous les tabloïds. Underwood et lui allument un contrefeu.
Tusk peut à peine savourer sa victoire, qu'une journaliste  soupçonne sa manipulation et ses liens avec Feng : il la menace. Il fait publier une seconde photographie, dont Galloway a autorisé la publication sous la pression de Remy Danton. Pour se défendre, le couple Underwood exige du photographe qu'il endosse toute la responsabilité de l'affaire.

### Épisode 10:Liaisons dangereuses
- États-Unis /  Canada : 14 février 2014 sur Netflix
- Belgique : 20 mars 2014 sur Be 1
- France : 10 avril 2014 sur Canal+

À l'étranger, la situation militaire est dans l'impasse. Malgré cet état de fait et les tensions qu'il perçoit à un niveau plus personnel, Francis est décidé à porter le coup de grâce à Raymond Tusk, sans se préoccuper des conséquences. Cette manœuvre met directement en cause la Maison-Blanche, qui se serait bien passé de cette nouvelle affaire. Claire, de son côté, entre en conflit avec Jackie Sharp concernant son projet de loi à propos des agressions sexuelles dans le domaine militaire. Frank est au courant au sujet de la relation entre Sharp et Remy Danton.

### Épisode 11:Relations tendues
- États-Unis /  Canada : 14 février 2014 sur Netflix
- Belgique : 27 mars 2014 sur Be 1
- France : 10 avril 2014 sur Canal+

### Épisode 12:Envers et contre tous
- États-Unis /  Canada : 14 février 2014 sur Netflix
- Belgique : 27 mars 2014 sur Be 1
- France : 17 avril 2014 sur Canal+

### Épisode 13:Nouveau Chapitre
- États-Unis /  Canada : 14 février 2014 sur Netflix
- Belgique : 3 avril 2014 sur Be 1
- France : 17 avril 2014 sur Canal+

Le pays est bouleversé par une crise sans précédent : les institutions sont mises à mal et l'opinion publique est en émoi, menaçant la concorde sociale. Francis est au bord du précipice, sur le point de perdre tout ce qu'il a patiemment monté. Il tente de faire une offre à Raymond Tusk, que ce dernier décline ; le président Walker lui a assuré une grâce présidentielle s'il avoue avoir blanchi de l'argent destinée à financer des fonds politiques et témoigne contre Underwood. Frank joue son dernier va-tout afin de regagner la confiance du président. Doug Stamper, de son côté, est contacté par Gavin. Le pirate informatique est au courant pour Rachel. Doug se rend chez elle et lui ordonne de faire ses bagages de nouveau. Rachel, se sentant menacée, l'agresse et s'enfuit, le laissant pour mort.
Le président Walker revient sur sa décision au sujet de Tusk. Le milliardaire se sent trahi et craque lors de son audition, accusant le Président d'avoir toujours été au courant de sa politique de corruption. Walker n'a plus le choix ; il renonce en public à sa fonction de président.